# UTC+11:00
| Južni poletni/severni standardni čas Morska območja | Severni poletni/južni standardni čas Standardni čas vse leto |

UTC+11:00 je časovni pas z zamikom +11 ur glede na univerzalni koordinirani čas (UTC). Ta čas se uporablja na naslednjih ozemljih (stanje v začetku leta 2016):

## Kot standardni čas (vse leto)

### Azija
- Rusija - srednjekolimski čas
  - Jakutija (vzhodni del), severno Kurilsko otočje

### Oceanija
- Avstralija
  - Norfolk
- Federativne države Mikronezije
  - Kosrae, Pohnpei in okoliško območje
- Nova Kaledonija
- Salomonovi otoki
- Vanuatu

## Kot poletni čas (južna polobla)

### Oceanija
- Avstralija
  - Novi Južni Wales (razen skupnosti Broken Hill; vključno otok Lord Howe, ki je pozimi na UTC+10:30), Ozemlje glavnega mesta Avstralije, Tasmanija, Viktorija